# Estádio Octávio Mangabeira
O Estádio Octávio Mangabeira, também conhecido como Fonte Nova, foi um estádio de futebol na cidade de Salvador, de propriedade do governo do estado da Bahia e que era utilizado pelos principais clubes do estado. Sua capacidade pouco antes de seu fechamento foi declarada de 60 mil, muito embora no ano anterior apenas 30 mil tivessem acesso devido a problemas do anel superior que comprometiam a segurança. Devido ao desabamento de parte do assoalho da arquibancada superior, suas atividades foram encerradas, tendo o estádio sido implodido no dia 29 de agosto de 2010 para dar lugar a Arena Fonte Nova, sede dos jogos da Copa das Confederações de 2013 e a Copa do Mundo FIFA de 2014 na Bahia.
O nome do estádio era uma homenagem ao ex-governador Octávio Mangabeira, que governava a Bahia na época da inauguração do estádio. O apelido "Fonte Nova" é devido a várias fontes que existiam na região ao entorno do estádio e que inclusive deu nome ao principal acesso do mesmo, a Ladeira da Fonte das Pedras. A Fonte Nova localizava-se numa região ao sul da cidade de Salvador, próximo aos bairros do Garcia, Brotas e Barris e às margens do Dique do Tororó, onde atualmente está a Arena Fonte Nova.
O estádio é a obra mais importante e representativa de Diógenes Rebouças, arquiteto e urbanista baiano falecido em 1994. A construção foi concluída em 1951, e houve uma ampliação entre os anos de 1968 e 1971, com a construção do anel superior, tendo como projetista o próprio Rebouças. Em seu entorno funcionava um ginásio (Balbininho) e vila olímpica com piscinas e pista de atletismo. Sua característica mais marcante era a abertura frontal com vista do Dique do Tororó, lagoa artificial nas imediações do estádio.

## História

### Inauguração e Torneio Octávio Mangabeira
O estádio foi inaugurado em 28 de janeiro de 1951 após longos anos de planejamento e construção, com apenas um lance de arquibancadas e capacidade estimada em 30.000 torcedores. A partida inaugural se deu entre o Botafogo de Salvador (clube até então tradicional do futebol baiano) e o Guarany-BA, que terminou com a vitória de 1 a 0 para o Botafogo. O primeiro gol no estádio foi marcado por Antônio, que estava jogando pelo Botafogo. Esse jogo fez parte do Torneio Octávio Mangabeira, organizado para inaugurar e promover o novo estádio, que, mais tarde, foi vencido pelo Bahia.

### MTV ao Vivo Ivete Sangalo
O maior evento não esportivo ocorrido no estádio foi a apresentação de Ivete Sangalo em 21 de dezembro de 2003 para comemorar os seus dez anos de carreira. O show foi a gravação do CD e DVD MTV ao Vivo, que foi lançado pela MTV/Universal em 2004, teve a participação de diversos artistas, dentre eles Daniela Mercury, Gilberto Gil, Sandy & Junior, Margareth Menezes e Tatau (na época, integrante do Araketu), e recebeu cerca de 80.000 pessoas.

### Desabamento da arquibancada

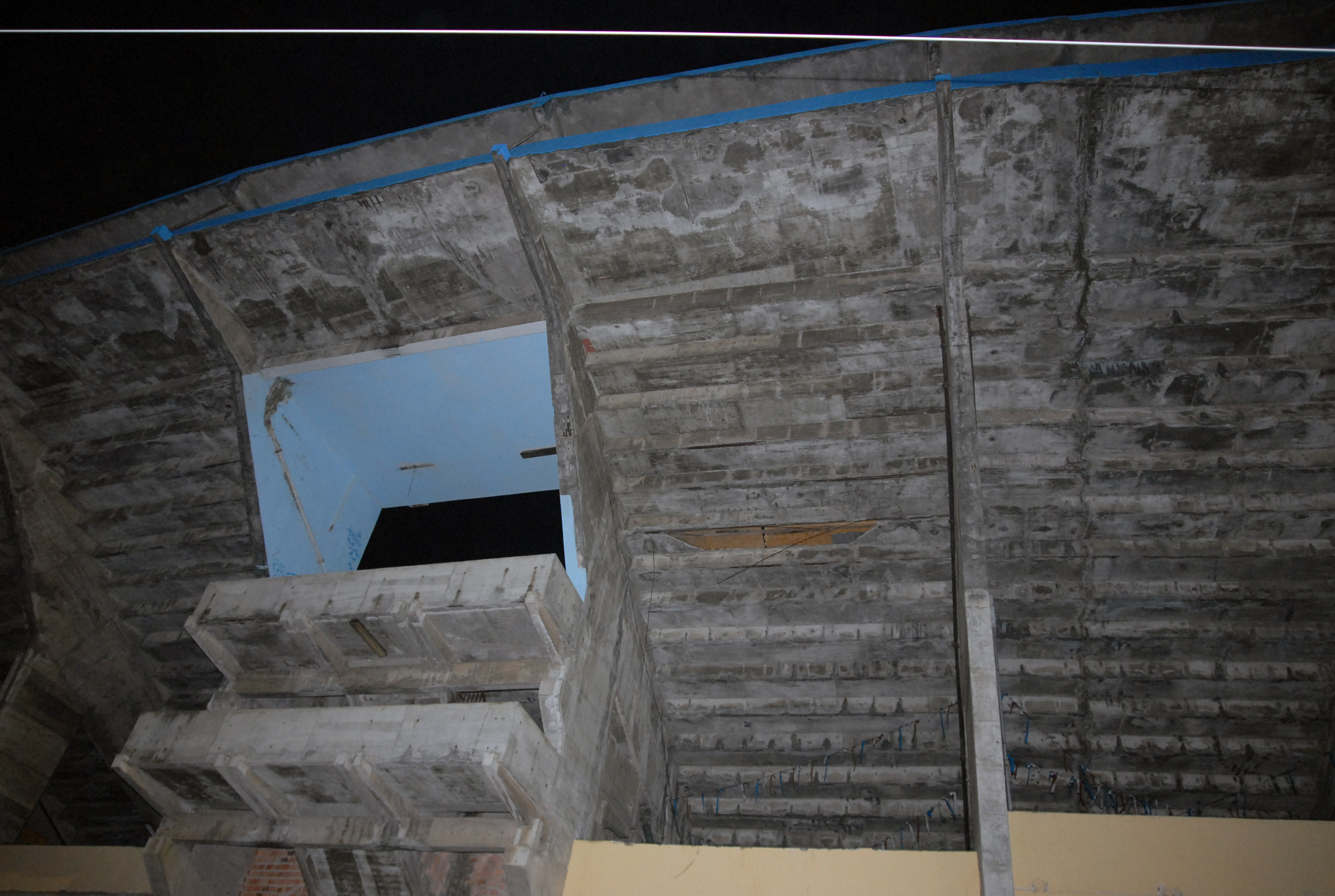
Buraco onde ocorreu o desabamento da arquibancada, em 2007, coberto por uma tábua.

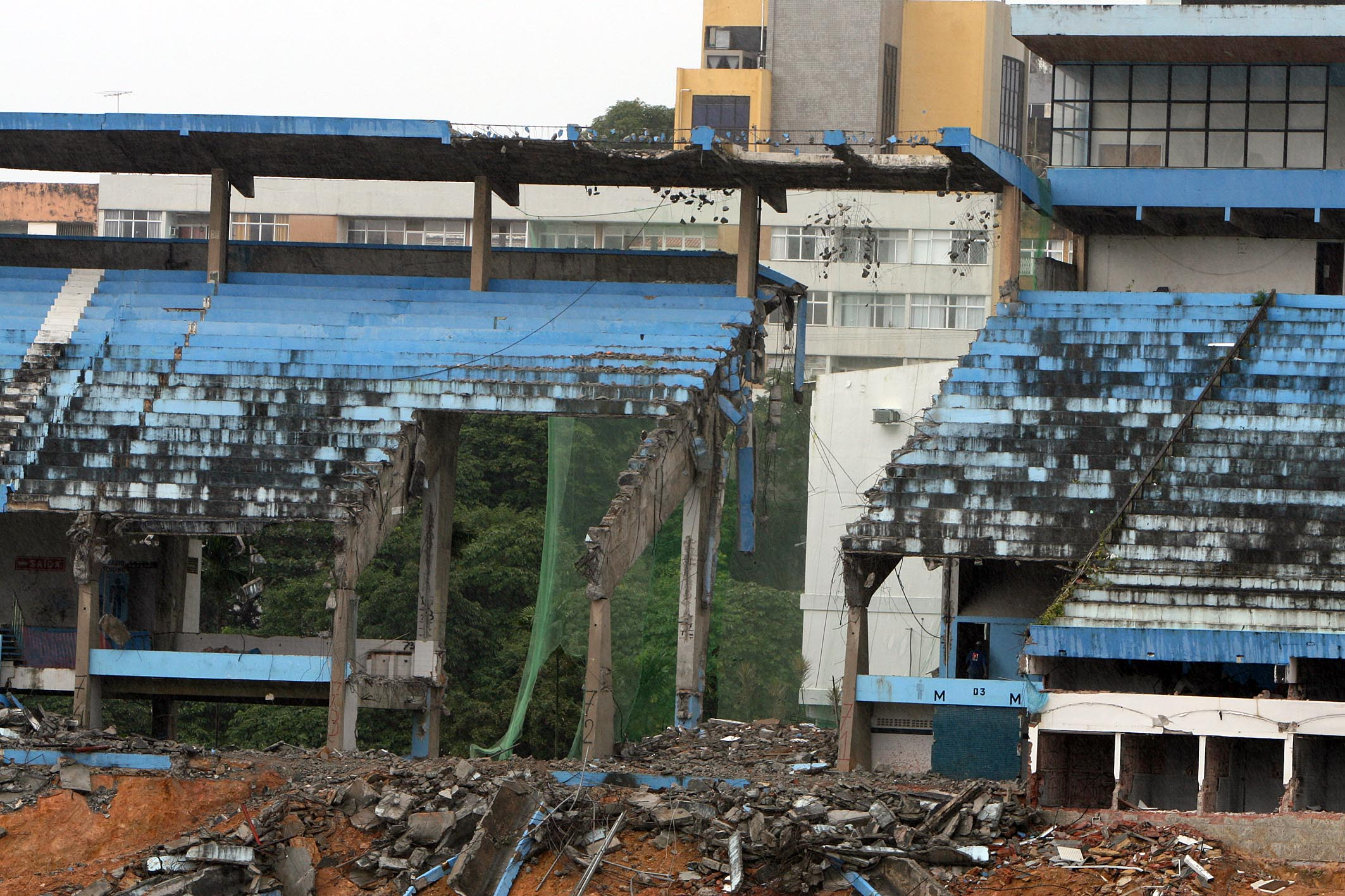
Processo de demolição do estádio em agosto de 2010.

O desabamento de um segmento da arquibancada da Fonte Nova ocorreu na tarde do dia 25 de novembro durante jogo válido pela Série C de 2007, entre Bahia x Vila Nova-GO. O jogo estava empatado em 0 a 0, quando uma parte da arquibancada do anel superior do estádio não resistiu ao grande número de pessoas e cedeu por volta dos trinta e cinco minutos do segundo tempo, matando sete pessoas na hora e deixando dezenas de feridos, numa altura superior a 20 metros. Na época, o estádio era considerado um dos piores do Brasil pelo Sindicato Nacional das Empresas de Arquiteturas e Engenharia (Sinaenco). Ao final da partida, onde mais de 60 mil pessoas estavam presentes, a torcida do Bahia invadiu o gramado da Fonte Nova para comemorar o acesso à Série B do ano seguinte.
No dia seguinte ao desabamento, o engenheiro Vicente Castro ressaltou que a opção mais viável para o estádio era sua implosão. A sua opinião esteve longe de ser um consenso, a exemplo do Instituto de Arquiteto da Bahia (IAB) e do arquiteto Paulo Ormindo, que atestaram ser a estrutura perfeitamente recuperável (apenas a arquibancada estava degradada). Mesmo assim, um dia depois, em 27 de novembro, o governador da Bahia, Jaques Wagner, anunciou que a Fonte Nova seria implodida e um novo estádio será construído no mesmo lugar, dentro dos padrões recomendados pela FIFA para abrigar jogos da Copa do Mundo de 2014, além de estar cotado para receber partidas de futebol dos Jogos Olímpicos Rio 2016.
Esta foi a segunda maior tragédia futebolística brasileira que se tem registro, ficando atrás somente do desastre no Albertão (Piauí), em 1973, onde sete pessoas morreram e mais de 300 ficaram feridas, segundo números oficiais. As vítimas fatais foram: Márcia Santos Cruz, 27 anos; Jadson Celestino Araújo Silva, 22 anos; Milena Vasquez Palmeira, 27 anos; Djalma Lima Santos, 31 anos; Anísio Marques Neto, 27 anos; Midiã Andrade Santos, 24 anos; e Joselito Lima Jr, 26 anos.

### Implosão e obras

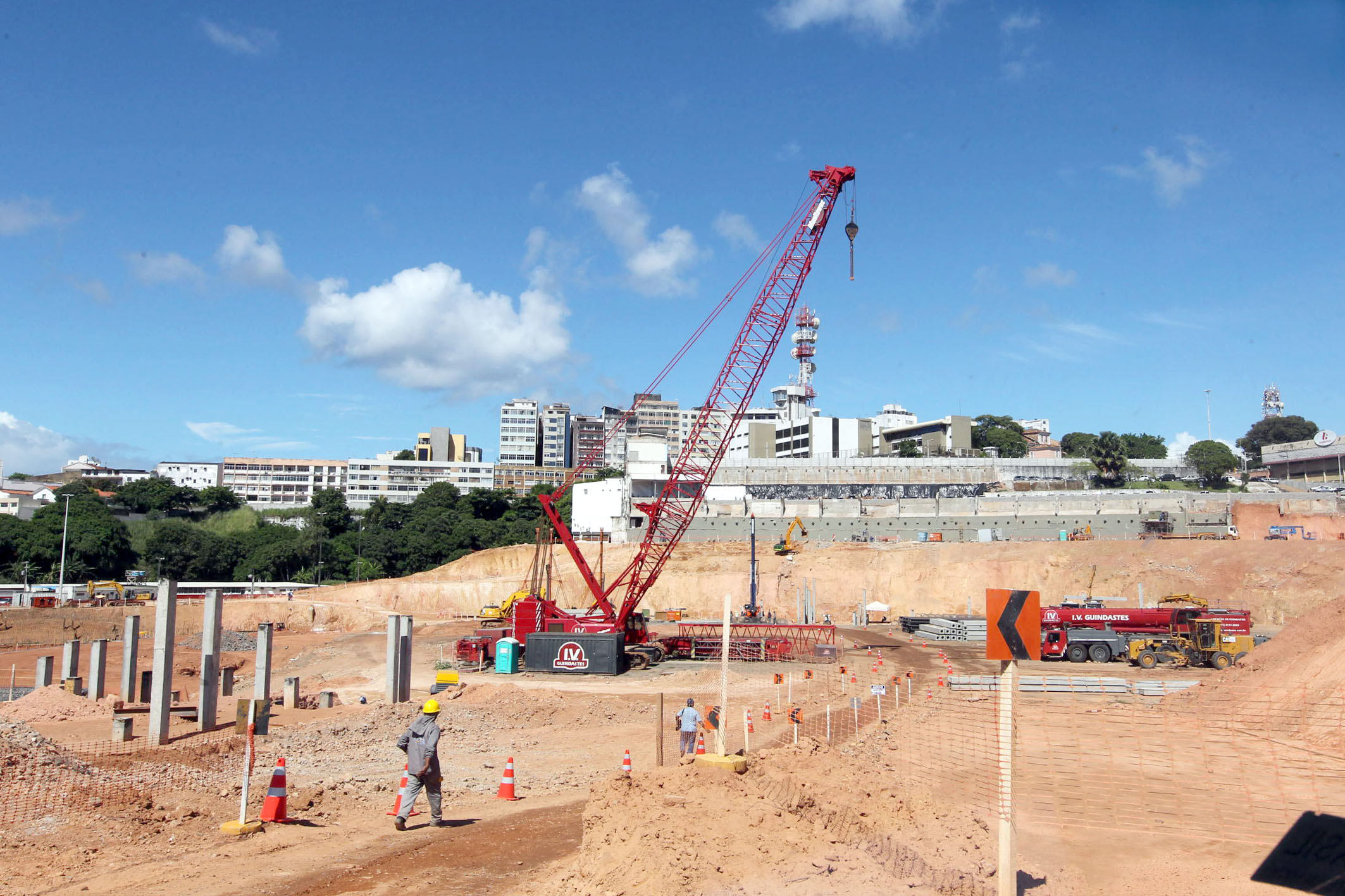
Estádio já demolido, espaço em obras e retirada dos destroços

A implosão do estádio ocorreu numa manhã de domingo, dia 29 de agosto de 2010. Um plano de segurança foi elaborado no entorno da área e um raio de 150 metros foi totalmente isolado. 2.467 pessoas foram retiradas de suas casas, incluindo comerciantes e moradores, evacuando 968 imóveis. Este evento foi registrado em documentário e exibido no canal National Geographic Channel denominado Implosão 2D:Estádio da Fonte Nova.

## Eventos futebolísticos
O grande jogo da Fonte Nova é o clássico Ba-Vi, com mais de 300 edições neste estádio, regularmente levando grandes públicos.

### Partidas do Bahia

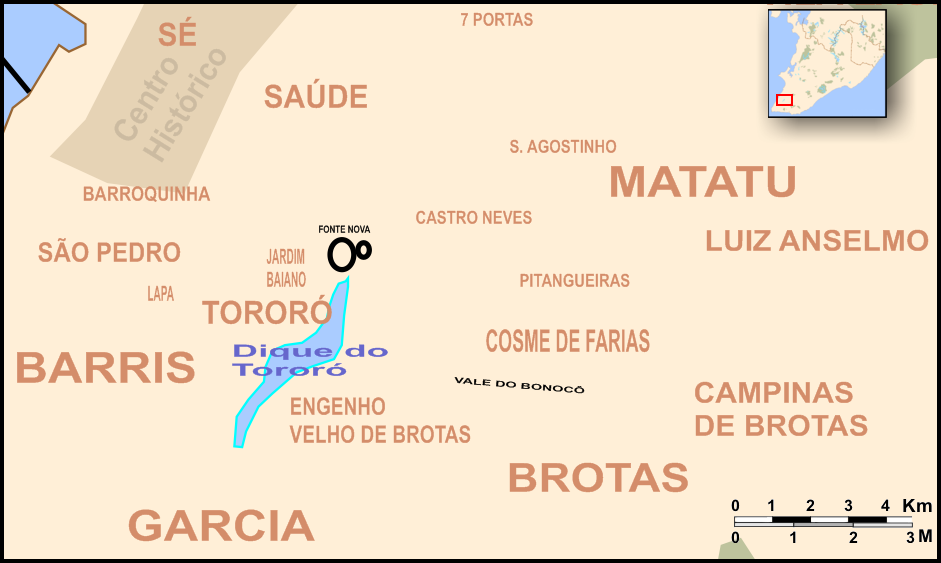
Localização da Fonte Nova

O Esporte Clube Bahia possui ótimas recordações de seus jogos na Fonte Nova. Foi nesse estádio que ele disputou a Taça Brasil de 1959, vencendo a maioria dos jogos como mandante naquela competição (perdeu apenas o segundo jogo da final, mas como havia ganho o primeiro jogo, forçou um terceiro jogo no Maracanã, na qual venceu pelo placar de 3x1, sagrando-se campeão daquela competição). Ganhou também a segunda partida das semifinais do Campeonato Brasileiro de 1988, alcançando o maior público da Fonte Nova até os dias de hoje (110.438 pagantes na partida Bahia 2x1 Fluminense Football Club) e a primeira partida da final, alcançando um triunfo de 2x1 sobre o Internacional de Porto Alegre, onde dias depois conquistaria o bicampeonato brasileiro com um empate de 0x0 no Beira-Rio. Foi na Fonte Nova também que o Tricolor de Aço conquistou a maioria dos 50 títulos estaduais, inclusive o heptacampeonato entre os anos de 1973 a 1979 sobre o seu maior rival. Conquistou em 2001 o inédito título do Campeonato do Nordeste, com um triunfo de 3x1 sobre o Sport Club do Recife e no ano seguinte venceria o Vitória na primeira partida da final pelo placar de 3x1, se consagrando bicampeão da competição dias depois com um empate da 2x2 na segunda partida da final disputada no estádio Manoel Barradas. Em 2007, o Bahia conseguiria o acesso para Série B do próximo ano com um empate de 0x0 com o Vila Nova.
Com a Fonte Nova, o Bahia detém 5 recordes de públicos em edições do Campeonato Brasileiro, sendo 3 pela Série A (em 1985 com 41.497 pessoas, em 1986 com 46.291 pessoas e em 1988 com 35.537 pessoas), 1 pela Série B (em 2004 com uma média de 32.664 pessoas) e 1 pela Série C (em 2007, com uma média de 40.410 pessoas).

### Partidas do Vitória

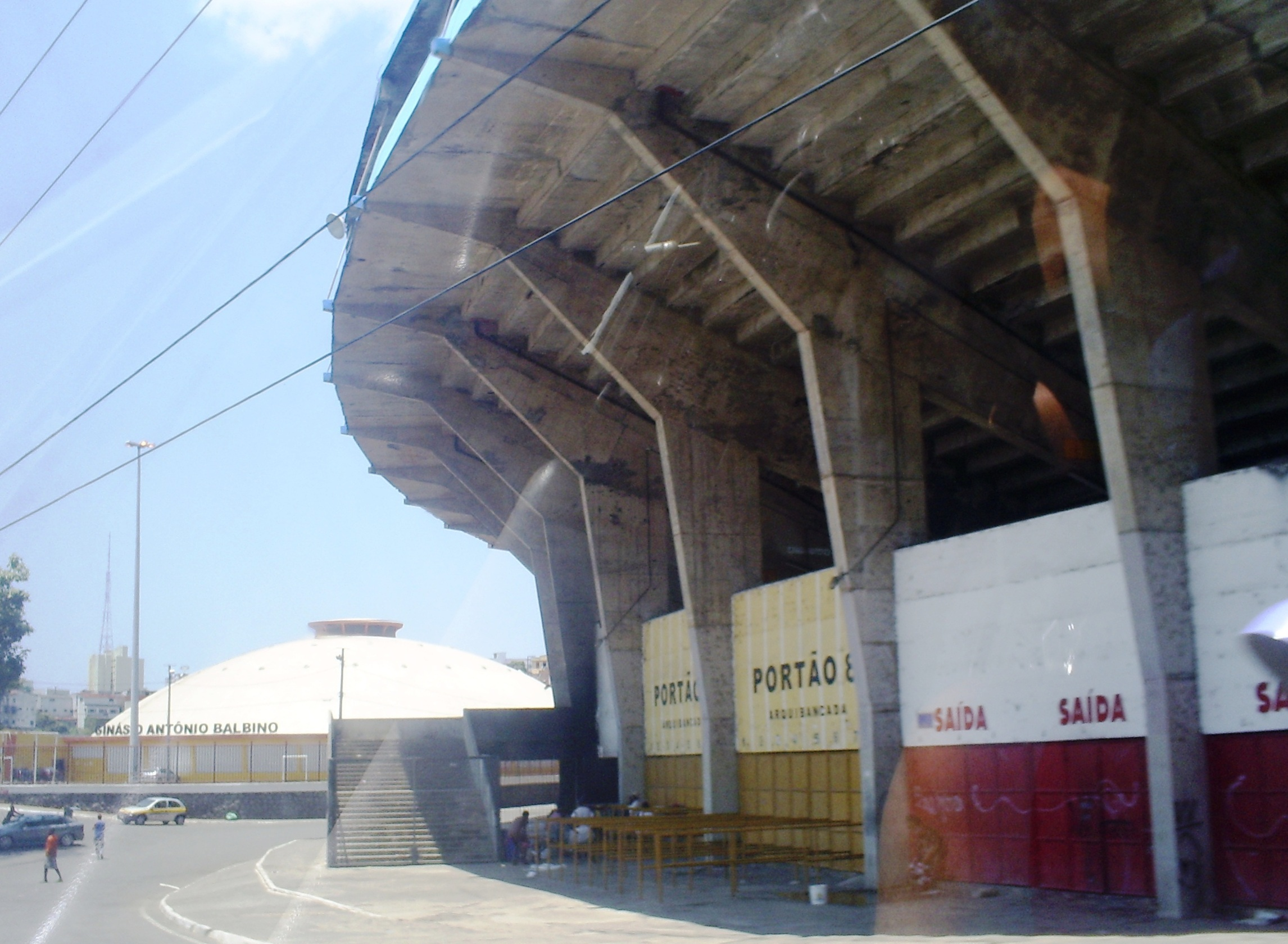
Vista externa da Fonte Nova. Ao fundo, o Ginásio Antônio Balbino.

O Esporte Clube Vitória também possui ótimas recordações de quando mandava seus jogos na Fonte Nova, como a primeira decisão entre Bahia e Vitória na história do estádio. O jogo aconteceu no dia 1º de janeiro de 1956, aniversário de 25 anos do Bahia. Na partida decisiva, válida pelo certame estadual de 1955, o Vitória venceu o duelo por 4x3 e sagrou-se campeão, frustrando o aniversário tricolor.
Foi também na Fonte Nova que o Vitória construiu a sua melhor campanha em Campeonatos Brasileiros, no ano de 1993. Tendo como partidas memoráveis naquela temporada os confrontos do quadrangular semifinal, no qual enfrentou Santos, Flamengo e Corinthians e saiu-se invicto dessa chave, chegando à final. A mais emblemática partida dessa campanha, talvez tenha sido o confronto contra o Corinthians, no qual o Vitória pôs fim a uma invencibilidade de 15 jogos do time paulista vencendo-o pelo placar de 2x1 com direito a um belo gol de Alex Alves, em jogada iniciada desde o meio-campo.
77.772 torcedores pagantes, fora os não pagantes, é o recorde de público do Vitória na Fonte Nova exceto clássicos e rodadas duplas, tendo acontecido na final do Campeonato Brasileiro de 1993, contra o Palmeiras.
Na Fonte Nova o Vitória levou ainda dois dos seus quatro títulos da Copa do Nordeste, enfrentando em ambas ocasiões o Bahia na final. Em 1997, levou a taça mesmo após derrota por 2x1 (havia vencido o jogo de ida por 3x0, também realizado na Fonte Nova) e em 1999, ano de seu centenário, levou o Nordestão após placar adverso de 1x0, novamente por ter feito melhor saldo (2x0) no jogo de ida.

### Partidas da Seleção Brasileira
A Seleção Brasileira de Futebol Masculino estreou na Fonte Nova em 6 de julho de 1969 contra o Bahia, o qual levou 4 a 0 da Seleção. Este jogo foi o melhor resultado obtido pela Seleção Brasileira no Octávio Mangabeira. E o último jogo foi em 5 de junho de 1999, quando empatou por 2 a 2 num amistoso contra os Países Baixos.
Onze jogos da Seleção foram realizados na Fonte Nova, outros seis ocorreram no antigo Campo da Graça, como também no reformado Estádio de Pituaçu. Desses onze, cinco terminaram em empate e seis, em vitória para a Seleção. E muitos desses jogos ficaram registrados através de placas nas paredes do estádio.

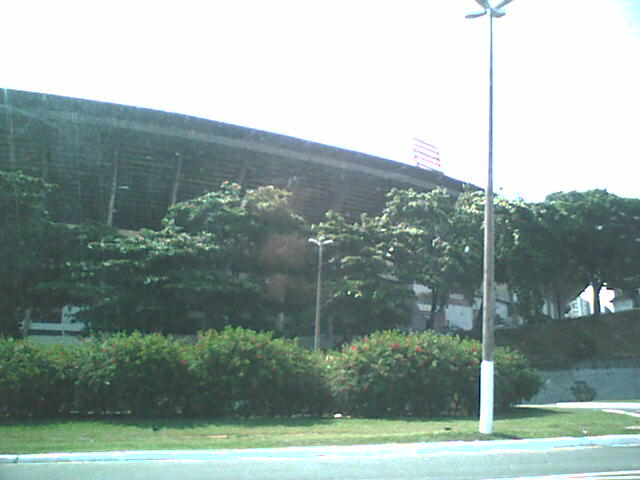
Vista externa da Fonte Nova

| Data                   | Partida | Partida | Partida        | Competição           | Ref.          |
| ---------------------- | ------- | ------- | -------------- | -------------------- | ------------- |
| 6 de julho de 1969     | Brasil  | 4 - 0   | Bahia          | Amistoso             | [ 18 ] [ 19 ] |
| 5 de julho de 1979     | Brasil  | 1 - 1   | Seleção Baiana | Amistoso             | [ 18 ] [ 19 ] |
| 8 de julho de 1981     | Brasil  | 1 - 0   | Espanha        | Amistoso             | [ 18 ] [ 19 ] |
| 4 de novembro de 1983  | Brasil  | 1 - 1   | Uruguai        | Copa América de 1983 | [ 18 ] [ 19 ] |
| 5 de maio de 1985      | Brasil  | 2 - 1   | Argentina      | Amistoso             | [ 18 ] [ 19 ] |
| 1 de julho de 1989     | Brasil  | 3 - 1   | Venezuela      | Copa América de 1989 | [ 18 ] [ 19 ] |
| 3 de julho de 1989     | Brasil  | 0 - 0   | Peru           | Copa América de 1989 | [ 18 ] [ 19 ] |
| 7 de julho de 1989     | Brasil  | 0 - 0   | Colômbia       | Copa América de 1989 | [ 18 ] [ 19 ] |
| 11 de outubro de 1995  | Brasil  | 2 - 0   | Uruguai        | Amistoso             | [ 18 ] [ 19 ] |
| 10 de setembro de 1997 | Brasil  | 4 - 2   | Equador        | Amistoso             | [ 18 ] [ 19 ] |
| 5 de junho de 1999     | Brasil  | 2 - 2   | Países Baixos  | Amistoso             | [ 18 ] [ 19 ] |

### Maiores públicos
O recorde de público (oficial) é de 110.438 pessoas, no jogo Bahia 2 a 1 Fluminense, válido pela semifinal do Campeonato Brasileiro de 1988, campeonato este que acabou tendo como campeão o Bahia. Entretanto, também é dito que 120.000 pessoas ou até mais que isso estiveram neste estádio no dia 4 de março de 1971, numa rodada dupla Bahia x Flamengo e Vitória x Grêmio. Era o dia da reinauguração da Fonte Nova, após obras de ampliação. Porém, o público pagante oficial divulgado dois dias depois foi de 94.972 pessoas.
| N.º | Público | Mandante | Placar | Visitante     | Data                    | Competição                        | Observação                                                     |
| --- | ------- | -------- | ------ | ------------- | ----------------------- | --------------------------------- | -------------------------------------------------------------- |
| 1   | 110.438 | Bahia    | 2–1    | Fluminense    | 12 de fevereiro de 1989 | Campeonato Brasileiro             | Pelas semifinais do Campeonato Brasileiro de 1988.             |
| 2   | 97.240  | Bahia    | 1–1    | Vitória       | 7 de agosto de 1994     | Campeonato Baiano                 | Decisão do Campeonato Baiano. Maior público Ba-Vi da história. |
| 3   | 94.972  | Bahia    | 1–0    | Flamengo      | 4 de março de 1971      | Amistoso Torneio Luiz Viana Filho | Rodada dupla, torneio de reinauguração da Fonte Nova.          |
| 3   | 94.972  | Vitória  | 0–1    | Grêmio        | 4 de março de 1971      | Amistoso Torneio Luiz Viana Filho | Rodada dupla, torneio de reinauguração da Fonte Nova.          |
| 4   | 93.455  | Bahia    | 3–0    | Santos        | 14 de setembro de 1986  | Campeonato Brasileiro             |                                                                |
| 5   | 90.508  | Bahia    | 2–1    | Internacional | 15 de fevereiro de 1989 | Campeonato Brasileiro             | Decisão do Campeonato Brasileiro de 1988.                      |
| 6   | 90.000  | Bahia    | 0–1    | Vitória       | 26 de março de 1972     | Campeonato Baiano                 |                                                                |
| 7   | 87.725  | Bahia    | 0–3    | Vitória       | 23 de fevereiro de 1997 | Campeonato Baiano                 |                                                                |
| 8   | 87.117  | Bahia    | 2–1    | Vitória       | 29 de novembro de 1981  | Campeonato Baiano                 |                                                                |
| 9   | 84.785  | Bahia    | 1–0    | Vitória       | 1 de agosto de 1971     | Campeonato Baiano                 |                                                                |
| 10  | 84.359  | Bahia    | 0–0    | Vitória       | 29 de março de 1998     | Campeonato Baiano                 |                                                                |
| 11  | 80.000  | Bahia    | 1–1    | Palmeiras     | 30 de julho de 1978     | Campeonato Brasileiro             |                                                                |
| 12  | 79.821  | Bahia    | 3–3    | Vitória       | 27 de julho de 1997     | Campeonato Brasileiro             |                                                                |
| 13  | 78.881  | Bahia    | 0–0    | Vitória       | 27 de maio de 1979      | Campeonato Baiano                 |                                                                |
| 14  | 77.772  | Vitória  | 0–1    | Palmeiras     | 12 de dezembro de 1993  | Campeonato Brasileiro             | Decisão do Campeonato Brasileiro de 1993.                      |
| 15  | 76.281  | Bahia    | 0–1    | Vitória       | 15 de dezembro de 1974  | Campeonato Baiano                 |                                                                |
| 16  | 75.044  | Bahia    | 2–4    | Vitória       | 6 de abril de 1997      | Campeonato Baiano                 |                                                                |
| 17  | 74.591  | Bahia    | 1–0    | Vitória       | 28 de setembro de 1979  | Campeonato Baiano                 |                                                                |
| 18  | 72.834  | Bahia    | 0–1    | Vitória       | 21 de março de 1976     | Campeonato Baiano                 |                                                                |
| 19  | 72.559  | Bahia    | 2–0    | Palmeiras     | 1 de fevereiro de 1987  | Campeonato Brasileiro             |                                                                |
| 20  | 72.133  | Bahia    | 2–0    | Guarani       | 8 de fevereiro de 1987  | Campeonato Brasileiro             |                                                                |